# 1881 год в музыке

## События
- 10 февраля — премьера оперы «Сказки Гофмана» Жака Оффенбаха в Париже[1]
- 26 марта — Н. А. Римский-Корсаков дописал оперу «Снегурочка»
- 23 апреля — премьера комической оперы «Пейшенс» Гилберта и Салливана в Лондоне
- 9 ноября — премьера Концерта для фортепиано № 2 Иоганнеса Брамса в Будапеште[2]
- 4 декабря — премьера Концерта для скрипки с оркестром Петра Ильича Чайковского в Вене[3]

## Классическая музыка
- Антон Брукнер — Симфония № 6
- Иоганнес Брамс — «Трагическая увертюра», опус 81
- Александр Бородин — струнный квартет ре-мажор; произведения для голоса и фортепиано «У людей-то в дому» (слова Н. А. Некрасова), «Для берегов отчизны дальней» (слова А. С. Пушкина) и «Арабская мелодия» (слова самого композитора)
- Макс Брух — пьеса «Кол нидрей» для виолончели с оркестром, опус 57
- Габриэль Форе — «Месса рыбаков Виллервиля»
- Сезар Франк — оратория «Ребекка»
- Ференц Лист — симфоническая поэма «От колыбели до могилы»
- Камиль Сен-Санс — септет для фортепиано, трубы и струнных, опус 65
- Шарль Мари Видор — первая соната для фортепиано и скрипки, опус 50

## Опера
- Жюль Массне — «Иродиада»
- Модест Мусоргский — «Сорочинская ярмарка»
- Жак Оффенбах — «Сказки Гофмана»
- Николай Римский-Корсаков — «Снегурочка»
- Артур Салливан — «Пейшенс»

## Родились

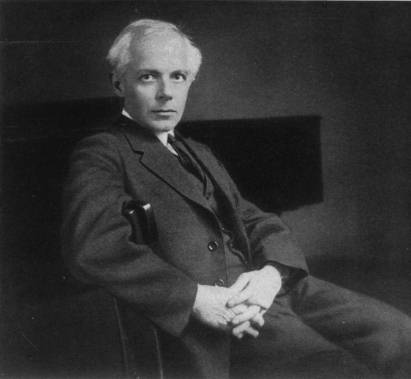
Бела Барток

- 4 января — Николай Рославец (ум. 1944) — русский и советский композитор, музыковед, скрипач и педагог
- 6 февраля — Карл Вайгль[нем.] (ум. 1949) — австрийский композитор и пианист
- 18 марта — Поль Ле Флем (ум. 1984) — французский композитор, хоровой дирижёр и музыкальный педагог
- 23 марта — Эгон Петри (ум. 1962) — немецкий пианист и педагог
- 25 марта — Бела Барток (ум. 1945) — венгерский композитор, пианист и музыковед-фольклорист
- 15 апреля — Дэвид Томас[англ.] (ум. 1928) — валлийский композитор, дирижёр и органист
- 20 апреля — Николай Мясковский (ум. 1950) — русский и советский композитор, музыкальный педагог, критик и музыкально-общественный деятель
- 11 мая — Ян ван Гилсе (ум. 1944) — нидерландский композитор и дирижёр
- 14 августа — Тодор Хаджиев (ум. 1956) — болгарский дирижёр, композитор и музыкальный педагог
- 15 августа — Тед Снайдер[англ.] (ум. 1965) — американский композитор, поэт-песенник и музыкальный издатель
- 19 августа — Джордже Энеску (ум. 1955) — румынский композитор, скрипач, дирижёр и педагог
- 29 августа — Эдвин Каллстениус[швед.] (ум. 1967) — шведский композитор
- 3 декабря — Генри Филлмор[англ.] (ум. 1956) — американский музыкант, композитор и бэндлидер
- 24 декабря — Чарльз Уэйкфилд Кэдмен[англ.] (ум. 1946) — американский композитор

## Скончались

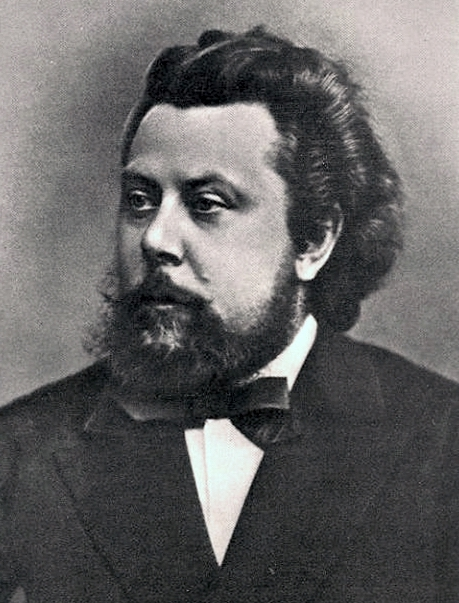
Модест Мусоргский

- 30 января — Жак Николя Лемменс (58) — бельгийский органист и музыкальный педагог
- 13 марта — Софи Дагин (79) — шведская балерина и хореограф французского происхождения
- 6 апреля — Хосе Мария Ипаррагирре (60) — баскский поэт-песенник, композитор, гитарист, берчолари
- 23 марта — Николай Рубинштейн (45) — русский пианист и дирижёр
- 28 марта — Модест Мусоргский (42) — русский композитор
- 6 июня — Анри Вьётан (61) — бельгийский скрипач и композитор
- 7 июня — Мари Габриэль Огюстен Савар (66) — французский композитор и музыкальный педагог
- 3 июля — Акилле Де Бассини[итал.] (62) — итальянский оперный певец (баритон)
- 7 сентября — Сидней Ланье (39) — американский поэт и флейтист
- 9 октября — Рихард Вюрст (57) — немецкий композитор, музыкальный критик и педагог
- 25 ноября — Теобальд Бём (87) — немецкий инструментальный мастер, флейтист и композитор, создатель современной поперечной флейты
- 17 декабря — Джулио Бриччальди (63) — итальянский флейтист и композитор
- без точной даты — Франсишку де Са Норонья[порт.] (60 или 61) — португальский скрипач и композитор